# Steve Shagan
Stephen H. Shagan (New York, 25 ottobre 1927 – Los Angeles, 30 novembre 2015) è stato uno sceneggiatore, romanziere, produttore cinematografico e televisivo statunitense.
Shagan nacque a Brooklyn da Rachel Rosenzweig e Barnard H. Shagan. Dopo la morte del padre ed il fallimento della farmacia di famiglia, Shagan abbondonò la high school e si arruolò nella United States Coast Guard allo scoppio della seconda guerra mondiale. Durante il servizio iniziò a scrivere come passatempo.
Nel 1958 si trasferì a Hollywood con la moglie Betty Ricker, sposata il 18 novembre 1956 a New York.
Dopo aver fatto diversi lavori manuali negli "studios", iniziò a lavorare a sceneggiature e produsse la serie televisiva Tarzan girata in Messico. La moglie lo convinse poi ad abbandonare l'incarico e a concentrarsi sulla sceneggiatura. Shagan nel 1973 sceneggiò e coprodusse il film Salvate la tigre, per il quale venne candidato al premio Oscar alla migliore sceneggiatura originale e vinse il Writers Guild of America Award. La sua trasposizione letteraria della sceneggiatura fu il primo romanzo da lui pubblicato che uscì in realtà un anno prima del film. 
In seguito Shagan scrisse il romanzo City of Angels e il suo adattamento cinematografico Un gioco estremamente pericoloso, entrambi pubblicati nel 1975. Scrisse poi la sceneggiatura e coprodusse La nave dei dannati, sceneggiatura per la quale ottenne un'altra candidatura agli Oscar, questa volta per la miglior sceneggiatura non originale. Seguì la sceneggiatura di Le ali della notte, tratta dal romanzo Nightwing di Martin Cruz Smith. Nel 1980 adattò il proprio romanzo dell'anno precedente The Formula nel film omonimo che coprodusse.
Tra gli altri film sceneggiati da Shagan ci sono Il siciliano, adattamento dall'omonimo romanzo di Mario Puzo e Schegge di paura, liberamente tratto da Primal Fear, un giallo di William Diehl. Shagan sceneggiò inoltre il film per la tv Gotti per il quale venne candidato per il premio Emmy
Shagan morì nella sua casa di Los Angeles, in California il 30 novembre 2015.

## Romanzi[6]
- Save the Tiger (1972)
- City of Angels (1975)
- La formula (The Formula) (1979)
- Il cerchio (The Circle) (1982)
- The Discovery (1984)
- La vendetta (Vendetta) (1986)
- Pilastri di fuoco (Pillars of Fire) (1990)
- A Cast of Thousands (1994)